# Індикатор типів Маєрс-Бріггс
Індикатор типів Маєрс-Бріґс (англ. Myers-Briggs Type Indicator, «MBTI») — теорія типів особистісності, розроблена Ізебелою Маєрс-Бріґс та її матір'ю на підставі праць Карла Юнга.

## Історія
Ізабел Маєрс була шкільною викладачкою. На підставі робіт Юнга, разом зі своєю матір'ю Катаріною Бріґс вона розробила Визначник типів Маєрс-Бріґс (MBTI), в наш час[коли?] надзвичайно популярний у США (відомий також створений на його основі коротший тест Keirsey). Нерідко її теорію плутають із соціонікою, хоча соціоніка використовує додаткові параметри.

## Тест
Від раніше відомого тесту Ґрея-Вілрайта новий визначник типів Маєрс-Бріґс (Myers-Briggs Type Indicator, MBTI) відрізнявся тим, що в основу першого було покладено 8 основних психічних функцій, тобто концепція Юнга, викладена ним у праці «Психологічні типи», а в основу MBTI — підхід Юнга, викладений ним у пізнішій праці «Тевістцькі лекції», а саме побудова типології за чотирма двійковими критеріями.
Загалом Маєрс використовувала 4 критерії: екстраверсія (E, extroversion) — інтроверсія (I, introversion), інтуїція (N, intuition) — сенсорика (S, sensation), мислення (T, thinking) — переживання (F, feeling), думка (J, judgment) — сприйняття (P, perception). Останній критерій різко випадав із юнгівської типології, що призвело до розмежування між послідовниками Маєрс і рештою «юнгівців». Річ у тім, що в Юнга терміни «думка» і «сприйняття» були синонімами «раціональності» та «ірраціональності» відповідно. За змістом ці терміни справді начебто нагадували відповідні юнгівські. Проте модель типів, запропонована І. Маєрс, ставила догори дриґом усю юнгівську теорію: на її думку, юнгівські раціональні відповідали комбінаціям ознак EJ + IP, а ірраціональні — IJ + EP. Пояснення такому дивному підходу вона так і не дала, і взагалі зміст і використання ознаки «раціональність — ірраціональність» у її роботах не розглядається. Проте у своїй книзі Gifts Differing вона була змушена визнати, що ознака J/P явно дає збій для інтровертів, якщо слідувати її моделі.

## Сприйняття
Спочатку її тест було досить різко сприйнято академічними колами, адже в неї навіть не було психологічної освіти. Проте тест було підтримано групою ентузіастів, і поступово набув поширення спочатку у різних школах і вишах Америки, а потім — негласно — і в академічному світі. В середині 1970-х, за активної участі Мері Мак-Коллі, було створено комп'ютерну версію тесту та асоціацію прихильників типології Маєрс-Бріґс.
«Друге народження» тесту відбулося вже після її смерті, у 1984 році, коли професор психології Девід Вест Кірсі опублікував свою книгу «Будь ласка, зрозумій мене» (англ. Please Understand Me), де використовував типологію Ізабели Маєрс і заснований на ній власний тест із 72 питань. Нині[коли?] Кірсі стверджує, що його типологія (заснована на його тесті) і типологія Маєрс-Бріґс (заснована на тесті MBTI) не цілком збігаються, але тоді ця книга стала поштовхом до широкого визнання тесту і розробок саме І. Маєрс. Дотепер тест Маєрс-Бріґс широко відомий у США, поступово розповсюджується в Європі, його пройшли декілька мільйонів людей.

## У популярній культурі
Під час пандемії COVID-19 тест «MBTI» став дуже популярним серед молоді Південної Кореї, які використовували його, намагаючись знайти сумісних партнерів для побачень. Це захоплення призвело до зростання кількості товарів з оформленням у стилі «MBTI» та персоніфікацій типів, у таких товарах як: пиво, промо до музичних плейлистів та комп'ютерні ігри. Опитування показало, що до грудня 2021 року майже половина населення пройшла тест особистість «MBTI». Крім того, тест особистості «MBTI» став активним питанням під час президентських виборів.